# Thời kỳ Yayoi
| Lịch sử Nhật Bản | Lịch sử Nhật Bản |
| --- | ---------------- |
| Tiền sửThời kỳ đồ đá cũ ~15000 TCN Thời kỳ Jōmon (Thằng Văn) ~15000 TCN–300 TCN Thời kỳ Yayoi (Di Sinh) tk 4 TCN–tk 3 |                  |
| Cổ đạiThời kỳ Kofun (Cổ Phần) tk 3–tk 7 Thời kỳ Asuka (Phi Điểu) 592–710 Thời kỳ Nara (Nại Lương) 710–794 Thời kỳ Heian (Bình An) 794–1185 |                  |
| Phong kiếnThời kỳ Kamakura (Liêm Thương) 1185–1333 Tân chính Kemmu (Kiến Vũ) 1333–1336 Thời kỳ Muromachi (Thất Đinh) 1336–1573 Thời kỳ Nam-Bắc triều 1336–1392 Thời kỳ Chiến Quốc 1467–1590 Thời kỳ Azuchi-Momoyama (An Thổ-Đào Sơn) 1573–1603 Mậu dịch Nanban (Nam Man) Chiến tranh Nhật Bản – Triều Tiên 1592–1598 Thời kỳ Edo/Tokugawa (Giang Hộ/Đức Xuyên)1603–1868 Chiến tranh Nhật Bản – Lưu Cầu Chiến dịch Ōsaka (Đại Phản) Tỏa Quốc Đoàn thám hiểm Perry Hiệp ước Kanagawa (Thần Nại Xuyên) Bakumatsu (Mạc mạt) Minh Trị Duy tân Chiến tranh Boshin (Mậu Thìn) |                  |
| Hiện đạiThời kỳ Minh Trị (Meiji) 1868–1912 Nhật xâm lược Đài Loan 1874 Chiến tranh Tây Nam Chiến tranh Nhật–Thanh Hiệp ước Mã Quan Chiến tranh Ất Mùi 1895 Phong trào Nghĩa Hòa Đoàn Hòa ước Portsmouth Hiệp ước Nhật–Triều 1910 Thời kỳ Đại Chính (Taishō) 1912-1926 Nhật Bản trong Thế chiến thứ nhất Sự can thiệp của Nhật Bản vào Siberia Đại thảm họa động đất Kantō 1923 Thời kỳ Chiêu Hòa (Shōwa) 1926–1989 Chủ nghĩa quân phiệt Nhật Bản Sự kiện Phụng Thiên Nhật Bản xâm lược Mãn Châu Hiệp ước chống Quốc tế Cộng sản Chiến tranh Trung–Nhật Cuộc tấn công Trân Châu Cảng Vụ ném bom nguyên tử xuống Hiroshima và Nagasaki Chiến tranh Xô–Nhật Nhật Bản đầu hàng Thời kỳ bị chiếm đóng 1945-1952 Nhật Bản thời hậu chiếm đóng Kỳ tích kinh tế Nhật Bản thời hậu chiến Thời kỳ Bình Thành (Heisei) 1989–2019 Thập niên mất mát Động đất Kobe 1995 Cool Japan Động đất và sóng thần Tōhoku 2011 Thời kỳ Lệnh Hòa (Reiwa) 2019–nay Đại dịch COVID-19 tại Nhật Bản |                  |
| Xem thêm Thiên hoàng • Niên biểu • Đế quốc Nhật Bản Kinh tế • Giáo dục • Quân sự • Hải quân • Di sản thế giới |                  |
| x t s |                  |

Thời kỳ Yayoi (kanji: 弥生時代, rōmaji: Yayoi jidai, phiên âm Hán-Việt: Di Sinh thời đại) là một thời kỳ trong lịch sử Nhật Bản từ khoảng năm 300 TCN đến năm 250. Thời kỳ Yayoi được đặt theo tên một vùng của Tokyo nơi các nhà khảo cổ tìm ra những di chỉ thuộc thời đại này. Theo khảo cổ học, thời kỳ Yayoi được đánh dấu bởi việc bắt đầu trồng lúa nước trên đồng ruộng và một phong cách đồ gốm mới. Nối tiếp thời kỳ Jomon (10.000 TCN đến 300 TCN), văn hóa Yayoi phát triển ở miền nam Kyushu và miền bắc Honshu.
Tuy nhiên, những phát hiện gần đây cho thấy thời kỳ Yayoi có thể bắt đầu sớm hơn nhiều, từ 900 TCN đến 800 TCN.

## Những đặc điểm của văn hóa Yayoi

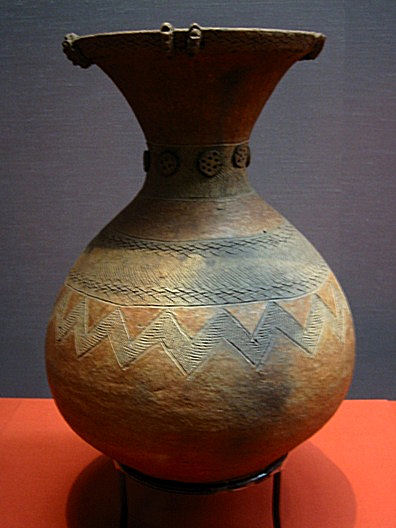
Bình gốm thời Yayoi. Bảo tàng quốc gia Tokyo.

Những người Yayoi đầu tiên có thể đã xuất hiện ở miền bắc Kyushu và sau đó chuyển lên hòn đảo lớn nhất Nhật Bản Honshu, nơi họ nhanh chóng thay thế người thời kỳ Jomon bản địa. Mặc dù kỹ thuật chế tác đồ gốm của người Yayoi tiến bộ hon so với người Jomon (đồ gốm được sản xuất trên một chiếc bàn xoay), đồ gốm của người Yayoi lại được trang trí đơn giản hơn. Người Yayoi cũng chế tác ra những chiếc chuông dùng cho nghi lễ, gương và vũ khí bằng đồng. Vào thế kỷ I, họ bắt đầu sử dụng các công cụ nông nghiệp và vũ khí bằng sắt.
Khi dân số người Yayoi tăng lên, xã hội của họ trở nên phức tạp hơn. Họ dệt len, sống định cư trong những ngôi làng làm nông nghiệp, xây dựng các kiến trúc bằng đá và gỗ, bắt đầu xuất hiện những người giàu có sở hữu nhiều đất và tích trữ được nhiều lương thực dẫn đến việc phân chia ra các đẳng cấp xã hội khác nhau. Sự phát triển này có thể bắt nguồn từ nền văn hóa làm thủy lợi và trồng lúa nước ở lưu vực sông Dương Tử miền nam Trung Quốc. Cho đến gần đây, người ta vẫn tin rằng cây lúa đã được đưa vào Nhật Bản qua đường Triều Tiên, nhưng những phân tích DNA gần đây đã phủ nhận điều đó. Văn hóa lúa nước dẫn đến việc phát triển của một xã hội nông nghiệp định cư tại Nhật Bản. Tuy nhiên, không giống như ở Triều Tiên và Trung Quốc, những thay đổi về chính trị và xã hội ở quy mô địa phương tại Nhật Bản quan trọng hơn các hoạt động của chính quyền trung ương trong một xã hội phân chia đẳng cấp.

## Thời Yayoi trong sách sử Trung Quốc

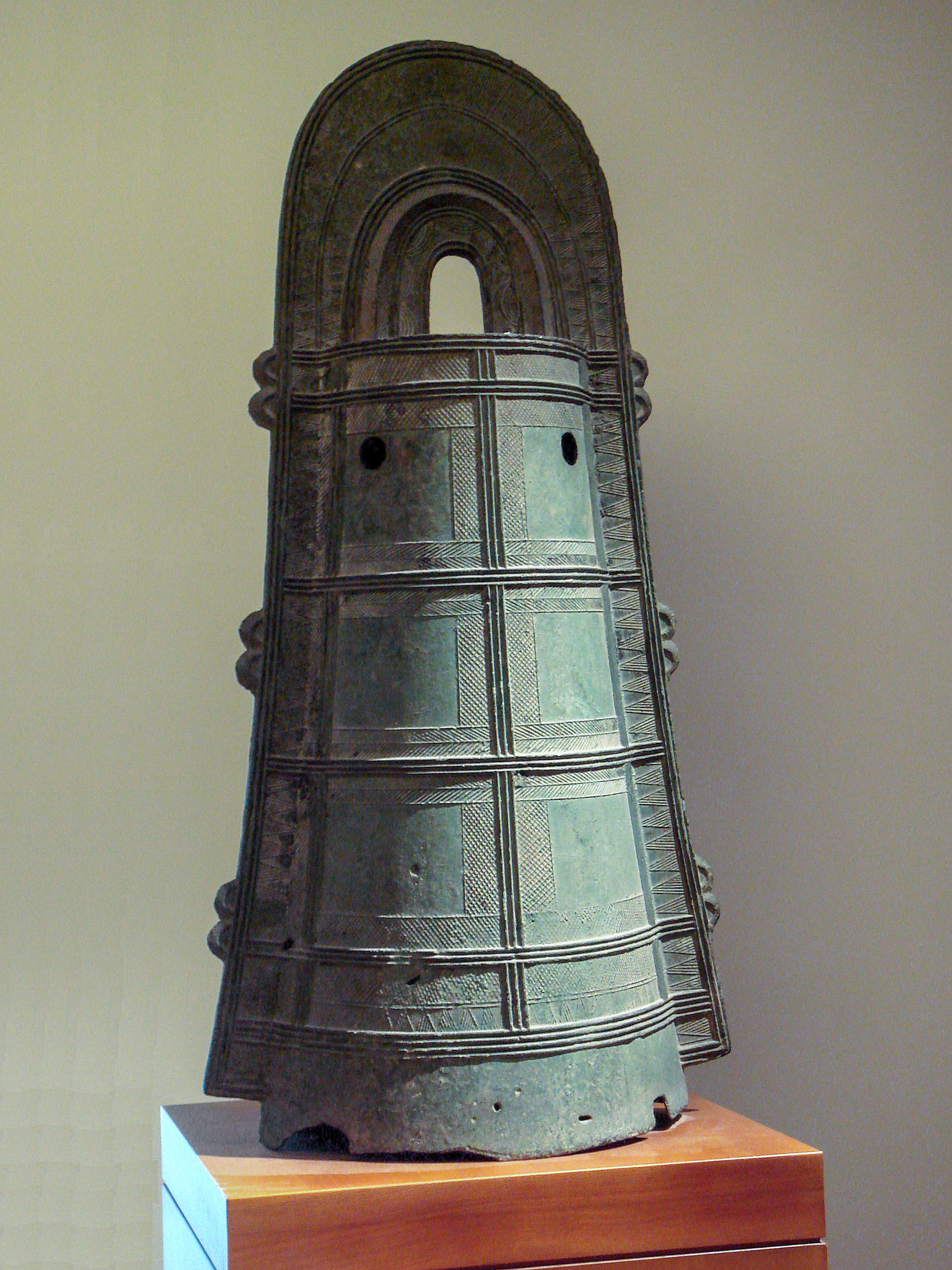
Chuông đồng thời Yayoi. Bảo tàng Guimet

Những ghi chép sớm nhất về cư dân sống ở Nhật Bản là từ các thư tịch cổ của Trung Quốc trong thời đại này, Oa (倭), cách phát âm theo tiếng Nhật với một cái tên cổ mà Trung Quốc đặt cho Nhật Bản, được đề cập đến lần đầu tiên vào năm 57. Oa Quốc đã nhận được kim ấn của hoàng đế Trung Quốc thời Hậu Hán. Sự kiện này được chép lại trong Hậu Hán Thư. Con dấu đó đã được tìm thấy ở miền bắc Kyushu vào thế kỷ XVIII. Oa Quốc còn được nhắc đến vào năm 257 trong Ngụy Chí thời Tam Quốc.
Những sử gia Trung Quốc khi đó mô tả Oa Quốc là một vùng đất bao gồm hàng trăm các cộng đồng bộ lạc du mục, chứ không phải là một quốc gia thống nhất với lịch sử đã được 700 năm như trong tác phẩm sáng tác vào thế kỷ VIII Nihongi, một tác phẩm nửa lịch sử, nửa huyền thoại viết rằng nước Nhật Bản đã được hình thành từ năm 660 TCN. Những thư tịch cổ của Trung Quốc vào thế kỷ III chép rằng người dân Oa Quốc ăn cá sống, rau và cơm nấu trong ống tre hoặc các khay bằng gỗ, vỗ tay khi tiến hành các hoạt động thờ phụng (những nghi thức như vậy vẫn còn tồn tại ở các ngôi đền Shinto đến tận ngày nay) và xây những lăng mộ chôn người chết bằng đất. Họ cũng có các quan hệ vua – tôi, thu thuế, xây dựng các kho thóc và chợ ở địa phương cũng như than khóc cho người chết.
Một phụ nữ, được biết đến dưới cái tên Himiko ở Nhật Bản, cai trị một nhà nước sơ khai tên là Yamatai, đặc biệt phồn thịnh trong suốt thế kỷ III. Himiko giữ một vị trí biểu tượng tinh thần trong nhà nước đó. Con trai bà mới là người điều hành đất nước, bao gồm cả các hoạt động ngoại giao với nhà Tào Ngụy (220 – 265) ở Trung Quốc.

### Nguồn gốc Trung Quốc

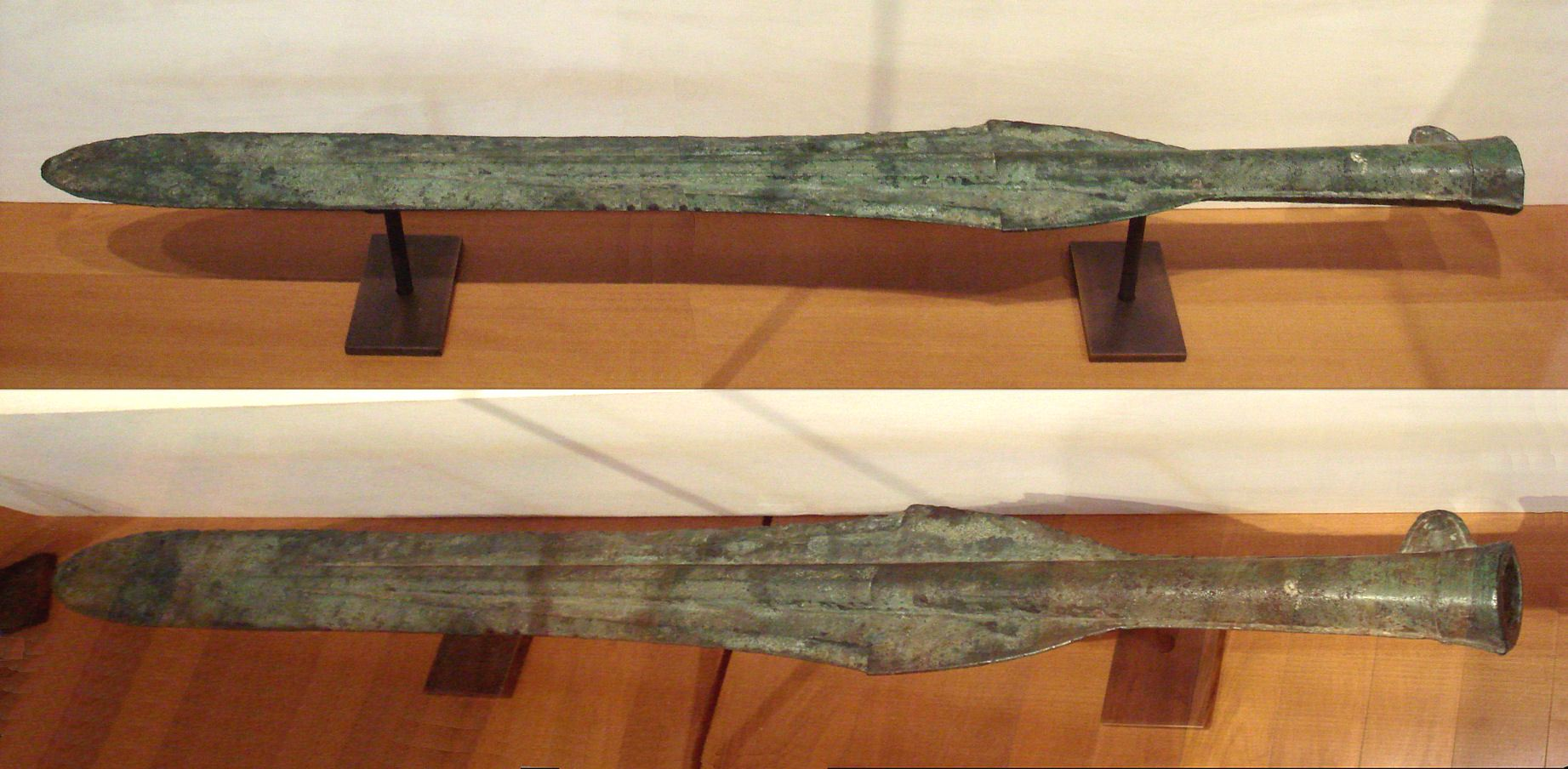
Gươm bằng đồng thời Yayoi, thế kỷ I-II, tìm thấy ở Kyushu. Dài khoảng 80cm, những lưỡi gươm này khá giống với các lưỡi dao găm được tìm thấy ở Liêu Ninh cũng trong giai đoạn này. Bảo tàng Guimet

### Nguồn gốc Triều Tiên

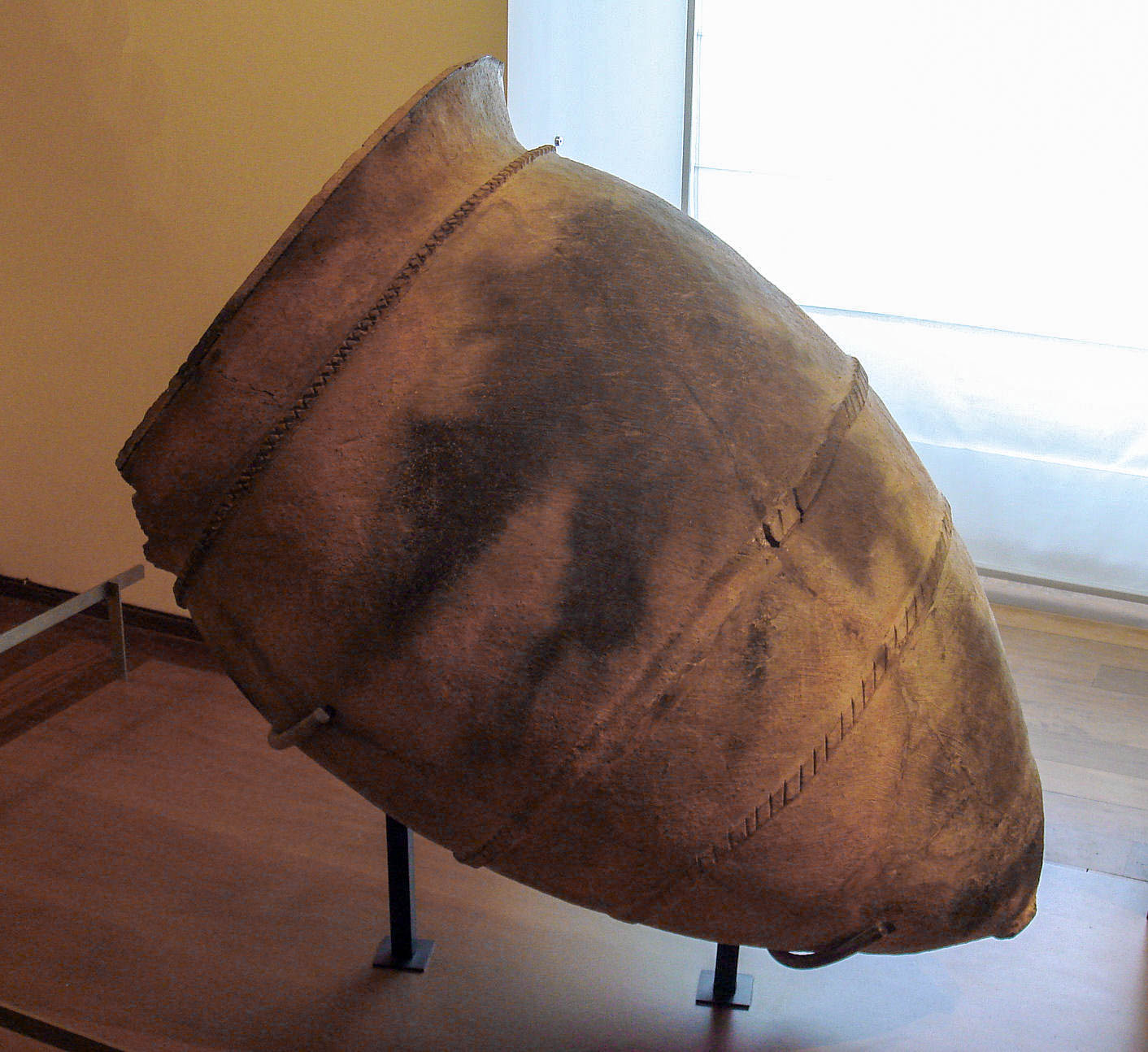
Mộ chum thời Yayoi. Bảo tàng Guimet

## Kết thúc và di sản

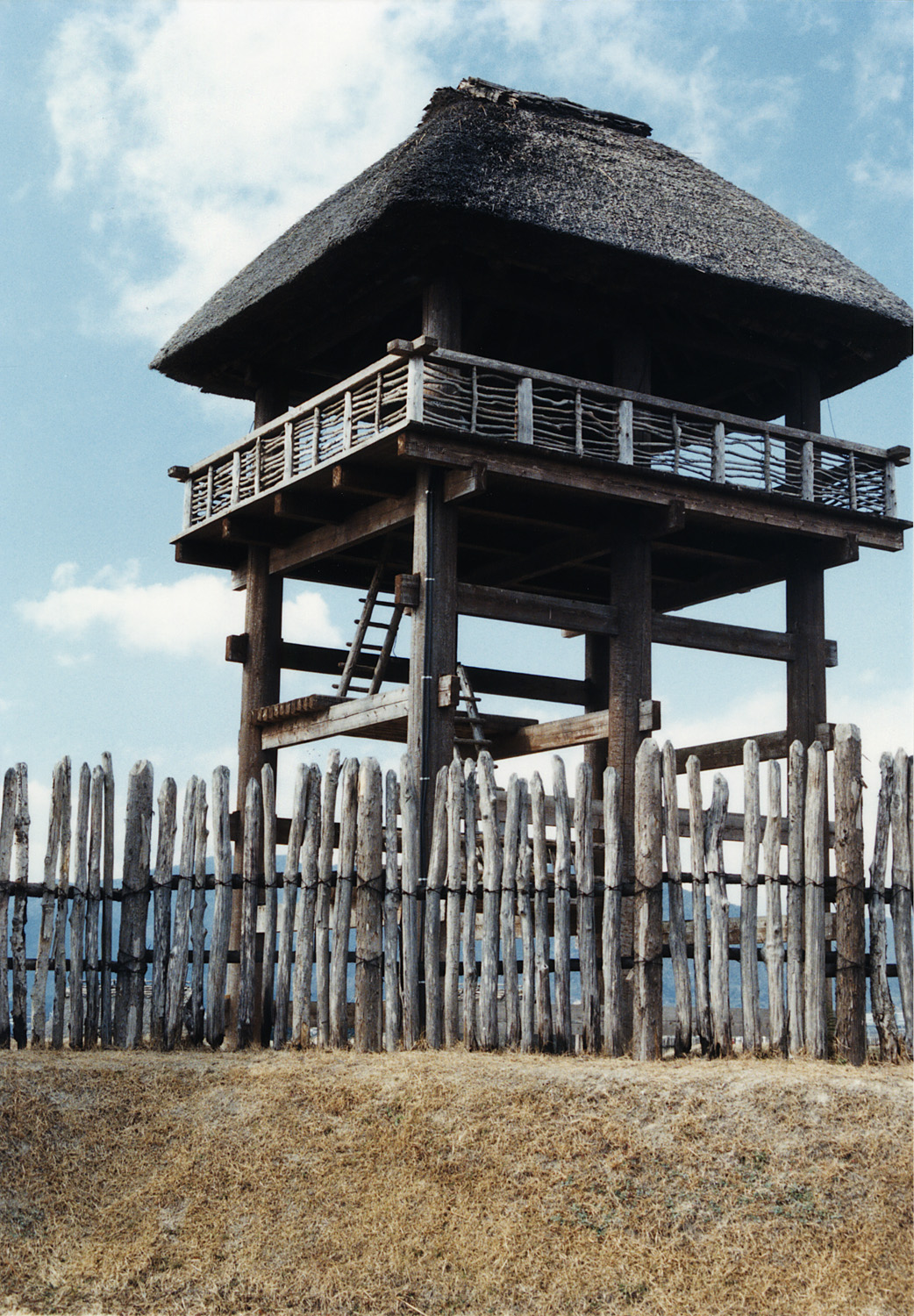
Nhà sàn thời Yayoi ở Yoshinogari (phục chế)